# Tamara Al Saadi
Tamara Al Saadi, née le 8 août 1986 à Bagdad, est une comédienne, dramaturge et metteur en scène franco-irakienne.

## Biographie

### Jeunesse et formation
Tamara Al Saadi naît à Bagdad en 1986 pendant la Guerre Iran-Irak. En 1991, à l'âge de 5 ans, elle passe ses vacances en France avec ses parents lorsque survient la Guerre du Golfe. Les frontières se ferment et la famille s'installe à Paris en attendant de pouvoir rentrer,.
Tamara Al Saadi étudie les sciences politiques puis se forme au métier de comédienne à l'École du Jeu,. Elle intègre ensuite le CNSAD dans le cadre de l'Atelier nomade et joue sous la direction de différent·es metteur·ses en scène : Sophy Clair David, Marie-Christine Mazzola, Brice Cousin et Cécile Messinéo. Elle travaille avec Arnaud Meunier qui la convie à rejoindre l’Ensemble Artistique de la Comédie de Saint-Étienne. En 2011, avec sa compagnie Entre les Lignes, elle écrit et met en scène sa première pièce Chrysalide au Théâtre de l'Opprimé et au Festival Off d'Avignon. En 2016, elle est admise en Master d’expérimentations en Arts et politique à Sciences Po Paris (SPEAP), sous la direction de Bruno Latour.  

### Carrière
En 2016, elle crée avec Mayya Sanbar, la compagnie "La Base" où elles s'intéressent à la question de l'image de soi et de la construction des identités, en particulier au moment de l’adolescence. Elles cofondent également MYST, un collectif interdisciplinaire dont les recherches portent sur les frontières dans les conflits contemporains. A partir d'ateliers de théâtre avec des collèges de Seine-Saint-Denis, Tamara Al Saadi signe l’écriture et la mise en scène de Place qui remporte le prix du jury et le prix des lycéens au Festival du théâtre émergent Impatience au Théâtre de Gennevilliers en 2018. Cette pièce raconte les difficultés d'une jeune Irakienne ayant fui son pays en guerre pour trouver sa « place » dans une société française et sera jouée dans plusieurs dont le Festival d'Avignon.
En 2021, artiste associée au Théâtre des Quartiers d’Ivry, Tamara Al Saadi présente Istiqlal et Brûlé.e.s. Brûlé.e.s, présentée au festival À Vif met en scène cinq adolescents enfermés une nuit dans leur collège en mêlant fiction et documentaire, et Istiqlal (indépendance en arabe) conte l’émancipation des femmes au Moyen-Orient à travers cinq générations,.
Lors du Festival d’Avignon 2022, Tamara Al Saadi crée Partie, à la demande du Festival dans le cadre de Vive le Sujet ! et aborde le sujet de la Première Guerre mondiale à travers les lettres d'un soldat joué par une comédienne accompagnée d'une bruitiste,. A la fin de l'année, artiste associée au Théâtre Dijon-Bourgogne, elle présente Mer qui met en scène deux adolescentes sur le thème des relations mère-fille. Le spectacle est ensuite présenté dans les lycées de la région.
En 2023, elle réalise un travail avec 17 jeunes amateurs pour imaginer d'autres fins au mythe d'Antigone et monte Gone dans le cadre du projet Adolescences et Territoire(s). En 2025, avec Taire, Tamara Al Saadi revisite le mythe d'Antigone via le destin de deux jeunes filles qui expriment différemment leur révolte. L'une choisit de parler, l'autre préfère se taire,. Si la forme théâtrale reste classique, la musique, la lumière et les bruitages en direct créent une matière sonore subtile, qui invite à écouter ce qui est tu.

## Auteur et metteur en scène
- 2011 : Chrysalide, Théâtre de l'Opprimé, Festival Off d'Avignon
- 2018 : Place, Festival d'Avignon, tournée
- 2021 : Brûlé·e·s, au CentQuatre dans le cadre du Festival les Singulier·es, tournée
- 2021 : Istiqlal, Théâtre des Quartiers d'Ivry, tournée[24]
- 2022 : Partie, Festival d'Avignon, Théâtre Jean-Vilar (Suresnes), tournée
- 2023 : Mer, Théâtre Paris-Villette, tournée
- 2023 : Gone, juin 2023 à l’Odéon Théâtre de l’Europe, Espace 1789, Théâtre de Gennevilliers[25]
- 2025 : Taire, Théâtre Dijon-Bourgogne, La Criée, tournée

## Comédienne
- 2012 : Kids de Fabrice Melquiot, mise en scène Sophy Clair David, Théâtre de l'Opprimé
- 2014 : Tu trembles de Bruno Allain, mise en scène Marie-Christine Mazzola, Théâtre de l'Opprimé, tournée
- 2014 : Trou de Anne Brouillet (court-métrage) : La femme pompier.
- 2015 : Le Petit Chaperon rouge d'après Charles Perrault, mise en scène Brice Cousin et Cécile Messinéo, Festival de théâtre de Figeac, tournée
- 2018 : Un riche, trois pauvres de Louis Calaferte, mise en scène Clio Van de Walle, 	Théâtre Nouvelle-France
- 2018 : Fore! d'Aleshea Harris, mise en scène Arnaud Meunier, La Comédie de Saint-Etienne
- 2019 : Candide d'après Voltaire, mise en scène Arnaud Meunier, Théâtre national de Nice, Théâtre d'Angoulême, tournée
- 2021 : Rien à foutre de Emmanuel Marre et Julie Lecoustre : Dounia.
- 2022 : Partie de et mise en scène Tamara Al Saadi, Festival d'Avignon, Théâtre Jean-Vilar (Suresnes), tournée

## Publications
- Place, Koinè, 2019
- Brûlé.e.s, Koinè, 2020
- Istiqlal, Koinè, 2022
- Mer, Koinè, 2023
- Partie, Koinè, 2024
- Taire : mon Antigone, Les Solitaires intempestifs, 2025

## Distinctions
- Festival Impatience 2018 : Prix du Jury et prix des Lycéens pour Place.
- Lauréat de l’appel à projet du Groupe des 20 Théâtres en Ile-de-France en 2020 pour Istiqlal[26].